# Cot Ba'U
Cot Ba'U is een bestuurslaag in het regentschap Sabang van de provincie Atjeh, Indonesië. Cot Ba'U telt 5510 inwoners (volkstelling 2010).